# Marco Elter
Marco Elter (* 14. Juni 1890 in Turin; † 14. April 1945 in der Schweiz) war ein italienischer Filmregisseur und Skisportler.

## Leben
Elter stammt aus einer luxemburgischen Familie und war im Ersten Weltkrieg hochdekorierter Soldat im Rang eines Hauptmanns; bereits vorher war er auch als Skifahrer erfolgreich, als er 1913 die Weltmeisterschaften gewann.
Ab Beginn der 1930er Jahre beschäftigte sich Elter mit dem Film; zunächst als Produktionsleiter, dann als Regisseur. Sein Debüt war der nach einem Roman von Paolo Monelli entstandene Le scarpe al sole aus dem Jahr 1935. Der bei den Filmfestspielen von Venedig ausgezeichnete Film weist zwar rhetorische Schwächen auf, besticht jedoch durch seinen mit dokumentaristischen Mitteln gestalteten Erzählstil. Seine folgenden sechs Filme konnten diesen Standard nicht halten.
Elter war mit der Opernsängerin und Schauspielerin Nelly Corradi verheiratet.

## Filmografie (Auswahl)
- 1935: Le scarpe al sole
- 1943: Dente per dente